# Marian Campello Moreno
Marian Campello Moreno (Elche, 7 de enero de 1987) es una activista social y política española, diputada en las Cortes Valencianas.

## Biografía
De 2004 a 2007 fue fundadora y vicepresidenta de la Federación de Estudiantes de Secundaria en Elche, y de Jóvenes de Elche por la Lengua en 2005. Ha trabajado como monitora en un comedor escolar y en tareas relacionadas con la integración social, el medio ambiente y la educación de adolescentes en riesgo de exclusión social. En 2012 fue gestora de la plataforma promotora de la música local Ilirock y desde 2013 es miembro de la Asociación Échale, al tiempo que participa en la asamblea ilicitana del Movimiento 15-M .
Miembro de Jóvenes del País Valenciano - Compromís, después de un proceso de primarias abiertas fue elegida diputada por la Coalición Compromís a las elecciones a las Cortes Valencianas de 2015 y de 2019. Es presidenta de la Comisión de Educación y Cultura de las Cortes Valencianas.